# 자치기
자치기 놀이는 한국에서 아이들이 마당이나 골목 등에서 긴 막대로 짧은 막대를 치며 노는 놀이로 메뚜기치기·오둑테기·막대·마때라고도 한다. 주로 겨울철에 많이 즐기던 놀이로서 오늘날에는 자치기하는 아이들을 거의 찾아볼 수 없다.

## 준비물
긴 막대를 채라 하는데 20-30cm 가량이고, 알 또는 메뚜기라고 하는 짧은 막대는 7-10cm 가량으로 양끝을 뾰족하게 깎아 사용한다.

## 방법
시작하는 때, 몇 동 내기를 할 것인지 미리 정한 다음, 채를 쥐고 공격하는 편을 포수, 수비하는 편을 범이라 한다. 땅바닥에 약간 구멍을 파서 알을 비스듬히 세워 놓고 떠 있는 쪽을 채로 쳐서 공중으로 튀어오르면 힘껏 쳐낸다. 알(작은 막대)이 날아가면 그 거리를 재어 승부를 결정하거나, 짐작으로 거리를 부르고 확인해서 승부를 정하기도 한다.
- 공격과 수비 두 편으로 나눈다.
- 공격은 흙바닥에 작은 구멍을 파고, 큰 자로 작은 자를 날린다.
- 수비가 날아온 자를 공중에서 잡으면 된다.
- 수비가 받지 못한 작은 자까지의 거리를 큰 자로 세어, 그 숫자만큼 점수로 택한다.